# Mac & Devin Go to High School (Film)
Mac & Devin Go to High School ist eine Filmkomödie aus dem Jahre 2012, in der Snoop Dogg und Wiz Khalifa die Hauptrollen spielen.

## Handlung
Eine Abschiedsrede für seinen High-School-Abschluss zu halten, stellte Devin (Wiz Khalifa) vor ein großes Problem. All die Jahre hatte er nur gelernt und nichts vom Leben sonst mitbekommen, daher fällt es ihm jetzt besonders schwer, diese Rede zu formulieren. Ganz im Gegensatz zu ihm ist Mac (Snoop Dogg) für seine Frauengeschichten und das ständige Rauchen von Blunts bekannt. Er jedoch braucht einen sehr guten Abschluss, um Eindruck bei seiner Traumfrau schinden zu können. Um voneinander zu lernen und Vorteile aus dem Leben des anderen mitzunehmen, lernen sich beide näher kennen und schließen letztendlich Freundschaft.

## Veröffentlichung
Den Film gibt es seit 2012 auch auf DVD & Blu-ray Disc und er wurde bis jetzt nur in den Vereinigten Staaten veröffentlicht.